# 1974 w filmie
Wydarzenia filmowe w 1974 roku.

## Premiery

### Filmy polskie
| Data            | Tytuł filmu             | Kraj   | Reżyseria                  | Obsada                                                                                         |
| --------------- | ----------------------- | ------ | -------------------------- | ---------------------------------------------------------------------------------------------- |
| 8 stycznia      | Godzina szczytu         | Polska | Jerzy Stefan Stawiński     | Leszek Herdegen, Jolanta Bohdal, Maria Chwalibóg, Barbara Wrzesińska, Lech Łotocki             |
| 18 stycznia     | Na niebie i na ziemi    | Polska | Julian Dziedzina           | Piotr Fronczewski, Andrzej Chrzanowski, Monika Niemczyk, Gustaw Lutkiewicz                     |
| 18 lutego       | Ciemna rzeka            | Polska | Sylwester Szyszko          | Maciej Góraj, Alicja Jachiewicz, Wanda Neumann, Ryszarda Hanin, Zygmunt Malanowicz             |
| 20 lutego       | Drzwi w murze           | Polska | Stanisław Różewicz         | Zbigniew Zapasiewicz, Ryszarda Hanin, Wanda Neumann, Aleksander Fogiel                         |
| 29 marca        | Nagrody i odznaczenia   | Polska | Jan Łomnicki               | Maciej Rayzacher, Witold Dębicki, Krzysztof Kalczyński, Barbara Wrzesińska                     |
| 14 kwietnia     | Janosik                 | Polska | Jerzy Passendorfer         | Marek Perepeczko, Ewa Lemańska, Bogusz Bilewski, Witold Pyrkosz, Marian Kociniak               |
| 6 maja          | Zwycięstwo              | Polska | Jerzy Passendorfer         | Wojciech Siemion, Krzysztof Chamiec, Marian Łącz, Stanisław Milski, Michał Szewczyk            |
| 10 maja         | Nie będę cię kochać     | Polska | Janusz Nasfeter            | Grażyna Michalska, Henryka Dobosz, Tadeusz Janczar, Bogdan Izdebski, Bożena Fedorczyk          |
| 24 maja         | Zaczarowane podwórko    | Polska | Maria Kaniewska            | Edmund Fetting, Barbara Maruszewska, Piotr Sot, Kazimierz Brusikiewicz                         |
| 28 maja         | Nie ma mocnych          | Polska | Sylwester Chęciński        | Wacław Kowalski, Władysław Hańcza, Anna Dymna, Andrzej Wasilewicz, Halina Buyno-Łoza           |
| 28 czerwca      | Wiosna panie sierżancie | Polska | Tadeusz Chmielewski        | Józef Nowak, Małgorzata Pritulak, Tadeusz Fijewski, Tadeusz Kwinta, Ryszard Markowski          |
| 9 lipca         | Pójdziesz ponad sadem   | Polska | Waldemar Podgórski         | Krzysztof Stroiński, Jerzy Cnota, Bożena Dykiel, Henryk Hunko, Michał Leśniak                  |
| 19 lipca        | Gniazdo                 | Polska | Jan Rybkowski              | Wojciech Pszoniak, Marek Bargiełowski, Wanda Neumann, Franciszek Pieczka, Bolesław Płotnicki   |
| 2 sierpnia      | Jak to się robi         | Polska | Andrzej Kondratiuk         | Zdzisław Maklakiewicz, Jan Himilsbach, Iga Cembrzyńska, Emilia Krakowska                       |
| 2 września      | Potop                   | Polska | Jerzy Hoffman              | Daniel Olbrychski, Małgorzata Braunek, Tadeusz Łomnicki, Kazimierz Wichniarz, Władysław Hańcza |
| 20 września     | Zapis zbrodni           | Polska | Andrzej Trzos- Rastawiecki | Mieczysław Hryniewicz, Wacław Radecki, Jerzy Bończak, Ryszard Jabłoński                        |
| 18 października | Opowieść w czerwieni    | Polska | Henryk Kluba               | Jan Nowicki, Alicja Jachiewicz, Tadeusz Janczar, Paweł Galia, Leszek Piskorz                   |
| 5 listopada     | Zapamiętaj imię swoje   | /      | Siergiej Kołosow           | Ludmiła Kasatkina, Tadeusz Borowski, Ryszarda Hanin, Ludmiła Iwanowa, Leon Niemczyk            |
| 11 listopada    | Kochajmy się            | Polska | Krzysztof Wojciechowski    | Antoni Jakubowski, Stanisław Zimoch, Andrzej Ratusiński, Franciszek Trzeciak                   |
| 6 grudnia       | Godzina za godziną      | Polska | Roman Załuski              | Aleksander Iwaniec, Zygmunt Malawski, Barbara Brylska, Joanna Jędryka, Irena Karel             |
| 21 grudnia      | Łukasz                  | Polska | Anette Olsen               | Krzysztof Janczar, Maciej Rayzacher, Stanisław Brudny, Henryk Machalica, Anna Ciepielewska     |
| 25 grudnia      | Nie ma róży bez ognia   | Polska | Stanisław Bareja           | Jacek Fedorowicz, Mieczysław Czechowicz, Stanisława Celińska, Jerzy Dobrowolski, Wiesław Gołas |

### Filmy zagraniczne
- Amarcord – reż. Federico Fellini
- Chinatown – reż. Roman Polański
- Człowiek ze złotym pistoletem (film z Jamesem Bondem) – reż. Guy Hamilton
- Emmanuelle – reż. Just Jaeckin
- Młody Frankenstein – reż. Mel Brooks
- Morderstwo w Orient Expressie – reż. Sidney Lumet
- Ojciec chrzestny II (The Godfather Part II) – reż. Francis Ford Coppola
- Nocny portier (Il portiere di notte) – reż. Liliana Cavani
- Płonące siodła – reż. Mel Brooks
- Płonący wieżowiec – reż. John Guillermin
- Powrót tajemniczego blondyna (Le Retour du grand blond) – reż. Yves Robert
- Syndykat zbrodni (The Parallax View) – reż. Alan J. Pakula
- Teksańska masakra piłą mechaniczną (The Texas Chain Saw Massacre) – reż. Tobe Hooper
- A Very Natural Thing – reż. Christopher Larkin
- W kręgu szaleństwa (Madhouse) – reż. Jim Clark
- To jest rozrywka! – reż. Jack Haley Jr. (obsada: m.in. Frank Sinatra, Fred Astaire, Bing Crosby, Gene Kelly)

## Nagrody filmowe
- Oscary
  - Najlepszy film  –Ojciec chrzestny II
  - Najlepszy aktor – Art Carney – Harry i Tonto
  - Najlepsza aktorka – Ellen Burstyn – Alicja już tu nie mieszka
  - Wszystkie kategorie: 47. ceremonia wręczenia Oscarów
- Festiwal w Cannes
  - Złota Palma: Francis Ford Coppola – Rozmowa
- Festiwal w Berlinie
  - Złoty Niedźwiedź: Ted Kotcheff – Kariera Duddy Kravitza
- I Festiwal Polskich Filmów Fabularnych
  - Lwy Gdańskie: Potop reż. Jerzy Hoffman

## Urodzili się
- 1 stycznia – Olga Borys, polska aktorka
- 1 stycznia – Piotr Bała, polski aktor
- 2 stycznia – Brunon Szczapiński, polski operator
- 30 stycznia – Christian Bale, walijski aktor
- 17 lutego – Bożena Stachura, polska aktorka
- 24 marca – Alyson Hannigan, amerykańska aktorka
- 25 marca – Magdalena Stużyńska-Brauer, polska aktorka
- 28 kwietnia – Penélope Cruz, aktorka
- 21 maja – Fairuza Balk, amerykańska aktorka
- 25 czerwca – Karisma Kapoor, aktorka
- 8 lipca – Tami Erin, amerykańska aktorka
- 30 lipca – Hilary Swank, amerykańska aktorka
- 15 sierpnia – Natasha Henstridge, aktorka
- 20 sierpnia – Amy Adams, amerykańska aktorka
- 10 września – Ryan Phillippe, amerykański aktor
- 28 października – Joaquin Phoenix, amerykański aktor
- 11 listopada – Leonardo DiCaprio, amerykański aktor
- 18 listopada – Chloë Sevigny, amerykańska aktorka
- 17 grudnia – Giovanni Ribisi, aktor

## Zmarli
- 31 stycznia – Samuel Goldwyn, producent filmowy
- 23 lutego – Florence Rice, aktorka
- 28 lutego – Carole Lesley, aktorka
- 19 marca – Edward Platt, aktor
- 10 kwietnia – Patricia Collinge, aktorka
- 30 kwietnia – Agnes Moorehead, aktorka
- 15 maja – Boris Wołczek, radziecki reżyser, operator filmowy (ur. 1905)
- 25 maja – Donald Crisp, aktor, reżyser (ur. 1882)
- 20 sierpnia – Ilona Massey, aktorka
- 18 września – Edna Best, aktorka
- 21 września – Walter Brennan, aktor
- 13 października – Ed Sullivan, aktor, prezenter telewizyjny (ur. 1901)
- 13 listopada – Vittorio De Sica, reżyser włoski
- 15 grudnia – Anatole Litvak, reżyser
- 17 grudnia – Stanisław Latałło, reżyser, operator, aktor, malarz
- 26 grudnia – Jack Benny, aktor